# Commune d'Avinurme
La commune d'Avinurme (autrefois Awwinorm) est une commune rurale située dans le comté de Viru-Est (autrefois Wierland oriental) au nord de l'Estonie. Sa population est de 1448 habitants et sa superficie de 193 km2.

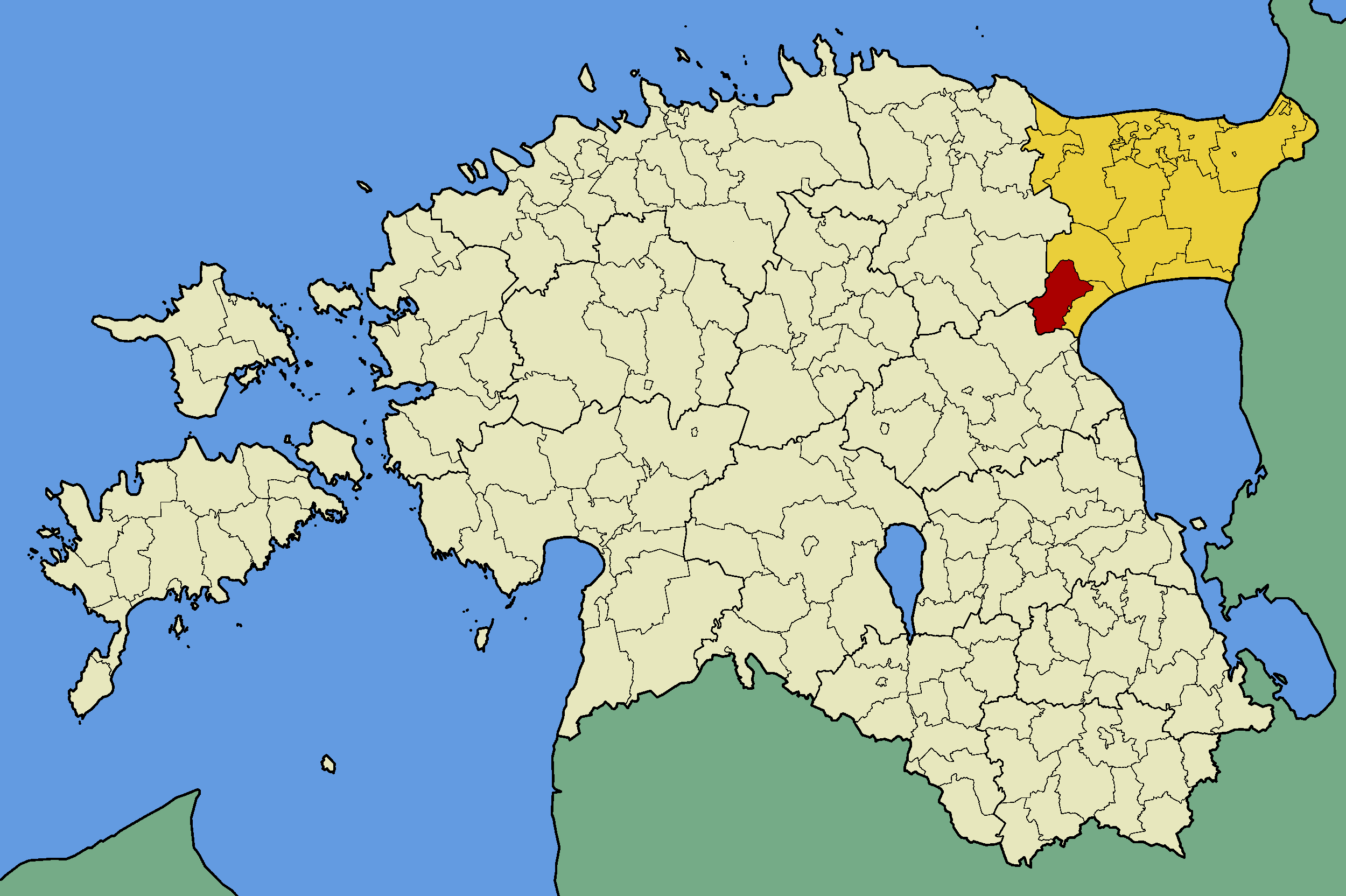
Commune de Avinurme (rouge)
dans le Virumaa oriental (jaune).

## Description
La commune d'Avinurme est formée du bourg d'Avinurme et des 16 villages suivants: Adraku, Alekere, Änniksaare, Kaevussaare, Kiissa, Kõrve, Kõrvemetsa, Kõveriku, Laekannu, Lepiksaare, Maetsma, Paadenurme, Sälliksaare, Tammessaare, Ulvi, Vadi.